# Quercus trabutii
Quercus trabutii là một loài thực vật có hoa trong họ Cử. Loài này được Hy miêu tả khoa học đầu tiên năm 1895.